# FC Guria Lantchkhouti
Maillots
Le Football Club Guria Lantchkhouti (en géorgien : საფეხბურთო კლუბი გურია ლანჩხუთი), plus couramment abrégé en Guria Lantchkhouti, est un club géorgien de football fondé en 1924 et basé dans la ville de Lantchkhouti.

## Historique
Le club est fondé en 1924.
Le Guria Lanchkhuti fait sa première et unique apparition dans le Championnat d'URSS de football lors de la saison 1987 ; le club termine dernier du championnat.

## Palmarès
| Compétitions nationales | Compétitions soviétiques |
| --- | --- |
| - Championnat de Géorgie : - Vice-champion : 1990 et 1991. - Coupe de Géorgie (1) : - Vainqueur : 1989-90. - Championnat de Géorgie D2 (2) : - Champion : 2000-01 et 2012-13. - Championnat de Géorgie D3 : - Vice-champion : 2007-08. | - Championnat d'URSS D2 : - Vice-champion : 1986 et 1989. - Championnat d'URSS D3 (1) : - Champion : 1976 et 1979. - Vice-champion : 1968, 1969 et 1978. |

## Personnalités du club

### Présidents du club
- Kakhaber Ebralidze

### Entraîneurs du club
| - Givi Imnaishvili (1952 - 1953) - Vladimer Narimanidze (1954 - 1955) - Viktor Berezhnoi (1956) - Boris Chitaia (1957 - 1958) - Shalva Kakabadze (1959 - 1979) - Aleqsandre Kotrikadze (1980) - Murtaz Khurtsilava (1981 - 1982) - Shalva Kakabadze (1983 - 1984) - Begi Sikharulidze (1985 - 1986) - Aleqsandre Kotrikadze (1986) - Mikhail Fomenko (1987 - 1990) - Gigla Imnadze (1990) | - Murtaz Khurtsilava (1990 - 1993) - Teimuraz Chkhiadze (1993 - 1994) - Gigla Imnadze (1994 - 1995) - Begi Sikharulidze (1995 - 1996) - Boris Dudarov (1996) - Gigla Imnadze (1996 - 1997) - Gia Tavadze (janvier 1997 - ?) - Avtandil Nariashvili (août 1997 - ?) - Davit Makharadze (22 juillet 2013 - 18 septembre 2013) - Roman Pokora (19 septembre 2013 - ?) - Teimuraz Makharadze (? -) |